# ZH-29半自動小銃
ZH-29半自動小銃は1920年代後半にチェコスロバキアで開発された自動小銃である。

## ZH-29半自動小銃の登場
当時チェコスロバキアの兵器工場が集中していたブルノ市にあった兵器メーカー、チェスカー・ズブロヨフカ社は当時では新技術であった半自動小銃の研究が進められていた。銃の設計はチェコの銃技師であったエマニエル・ホレックにより行われ、1929年にZH-29半自動小銃が完成した。他国のオートマーチックライフルと比べると全体的にも細く軽い仕上がりであった。
特徴は先に開発されていたZB26軽機関銃の弾倉（マガジン）を共用することが可能で、ハンドガードとストック部は木製を採用。機関部はZB26軽機関銃や他国の半自動小銃にも見られるガス圧式を採用し、ハンドガード先端に銃身から発射ガスをガスチューブへ導くガスブロックが設けられている。ボルトキャリアの前方は長いガスピストンと一体化し、後方はストック内部に収納されたメインスプリングによって支えられている。ボルトは後部が左右に動くティルト式で、レシーバー左側面の内側と噛み合うことで閉鎖する。ボルトの左右動に合わせるために、銃身は銃本体に対してわずかに右へ傾いた姿勢で取り付けられている。
作成された本銃はその後チェコスロバキア軍により試験がおこなわれた。しかし当時としては軍のライフルはボルトアクションライフルが主流であり、機関部の信頼性や命中率、さらに価格の面で軍の上層部を納得させることができず、結局本銃の採用を見送られてしまう。このとき本銃の開発には軍の正式な要請があったわけではなく開発費用に関しては、全てズブロヨフカ社が負担することとなった。そのため急遽ズブロヨフカ社ではすでに生産されているZH-29の赤字対策に外国への輸出を決定し各国にセールスマンを派遣、在庫の消費を行おうとした（似たような境遇の銃としてスイスSIG社のモンドラゴンM1908が挙げられる）。

## その後
その後、各国にセールスをおこなったZH-29であるが各国の軍部もチェコスロバキアの軍隊同様、価格の高い新型銃より既存のボルトアクションライフルで十分であるとの考えから販売は伸び悩みが続いた。だが当時軍の近代化目的から外国の武器兵器を買い集めていた中華民国でようやく受注契約が成立した。
その後中華民国に輸出されたZH-29は日中戦争、後の国共内戦でも優秀な性能を見せた。日本でも中華民国軍から鹵獲したZH-29を分解研究し、弾薬を三八式実包（6.5mm弾）に変更、ボルトハンドルとボルトキャリアを別部品とし、照準装置を変更するなど設計し直した試作銃「試製自動小銃乙型」を東京瓦斯電気工業が開発。そのうち長銃身型・短銃身型の試製自動小銃乙型を陸軍に提出しているが、1935年（昭和10年）に行われた実射試験の結果、命中率の悪さを理由に採用を見送られている。
また、改良型であるZH-32が少数ながらエチオピアに輸出されている。

## 登場作品

### ゲーム
『バトルフィールドV』
「ZH-29」の名称で登場。
『Enlisted』
「ZH-29」の名称で登場。